# Грищенко Олекса Васильович
Гри́щенко Оле́кса (Олексі́й) Васи́льович  (Hryshchenko Oleksa; 2 квітня 1883, Кролевець — 28 січня 1977, Ванс, Франція) — український художник, письменник, мистецтвознавець; належить до видатних представників паризької школи зі світовою славою.

## Життєпис
Народився у м. Кролевці Чернігівської губернії. Навчався в Київському, Московському університетах, московській Мистецькій школі К. Юона. Вивчав біологію та філологію у Києві, Санкт-Петербурзі та Москві. Закінчив Академію у Петербурзі. Був учнем знаменитого київського пейзажиста Сергія Світославського. Після двох років роботи у Києві (1906—1908) виїхав до Москви у пошуках справжнього «художнього життя», проте особливого успіху в Москві не добився.
У 1909—1910 роках працював у Московській школі мистецтв. З 1922 року — у Франції.
Першим у Франції звернув увагу на творчість Олекси Грищенка Фернан Леже. З 1931 року український художник став членом Осіннього салону в столиці Франції. Виставлявся в Мадриді, Стокгольмі, Ґетеборзі, Страсбурзі, Москві. Живописні твори Грищенка зберігаються в найзнаменитіших колекціях світу, зокрема у Паризькому Музеї національного сучасного мистецтва, у Фундації Бернеса у Філадельфії (США), колекції Керрігана в Нью-Йорку, Королівських музеях у Брюселі та Копенгагені, Третьяковській галереї в Москві, Монреальському музеї Канади тощо.
Автор мистецтвознавчих досліджень «Про зв'язки руського живопису з Візантією та Заходом» (1913), «Руська ікона як мистецтво живопису» (1917), книг спогадів «Україна моїх блакитних днів», «Два роки в Константинополі», «Мої зустрічі з французькими митцями», «Роки бурі і натиску».
Помер 28 січня 1977 в французькому місті Ванс (Vence).

## Подорожі
За вдачею Грищенко був завзятим мандрівником. Подорожував до Франції та Італії, був захоплений сучасним малярством, зокрема кубізмом.

## Виставкова творчість
- 1919 року в розпал Громадянської війни Грищенко показує на виставках свої натюрморти і пейзажі.
- 1920 року організував виставку в Афінах.

Виставлявся у Salon des Tuileries and Salon d'Automne.
Був постійним експонентом у
- Musée National d'Art Moderne (Париж),
- The Royal Museum in Copenhagen
- The Museum of Montreal
- Львівському музеї українського мистецтва.

## Паризький відтинок діяльності
З 1921 року жив і працював у Парижі. Там Грищенко змінив кубістський стиль на більш динамічний експресіонізм.
Робив виставки в Нью-Йорку, Філадельфії, Мадриді і Стокгольмі. Улюблені темами творів митця були середземноморські країни — Греція, Туреччина (Константинополь), Іспанія й Італія. Водночас Грищенко мав певні літературні таланти і уподобання й публікував есе з питань історії мистецтва.

## Спадщина
Олекса Грищенко здавна належить до видатних представників паризької школи зі світовою славою.
Після смерті О. Грищенка його роботи перевезено до Нью-Йорка, де вони зберігалися в Українському інституті Америки. Картини О. Грищенка знаходяться також у музеях і приватних колекціях Львова, Парижа, Страсбурґа, Брюсселя, Осло, Стокгольма, Москви, Мадрида, Монреаля, Бостона, Філадельфії, Балтимора тощо.
У 2004 році унікальну колекцію полотен Олексія Грищенка згідно з його заповітом повернуто до України і передано в Національний художній музей у Києві. 67 картин і архів художника рейсом Нью-Йорк — Київ безкоштовно перевезла авіакомпанія «Аеросвіт — Українські авіалінії». Робота щодо їхнього повернення в Україну тривала 12 років.
За експертними оцінками, вартість всіх творів Олекси Грищенка перевищує 700 тисяч доларів.

## Літературні твори
Грищенко Олексій Васильович автор книг
- «О связях русской живописи с Византией и Западом» (1913),
- «Русская икона как искусство живописи» (1917),
- Олекса Грищенко. Мої роки в Царгороді. 1919-1920-1921. Мюнхен-Париж, видавництво «Дніпрова хвиля», 1961 [Архівовано 14 грудня 2016 у Wayback Machine.],
- «Україна моїх блакитних днів» (1958),
- Мої зустрічі і розмови з французькими мистцями. Нью-Йорк, Фундація Олекси Грищенка, 1962. [Архівовано 2 лютого 2017 у Wayback Machine.]
- «Роки бурі і натиску» (1967).